# Цветков, Александр Вадимович
Алекса́ндр Вади́мович Цветко́в (псевдоним Александр Вадимов; 16 сентября 1965, Химки — 28 августа 1993, Москва) — российский историк философии, исследователь жизни и творчества Н. А. Бердяева.

## Биография
Учился на библиотечном факультете Московского государственного института культуры, затем служил в армии. С юности увлёкся православной мыслью и, в частности, произведениями Бердяева, решив создать его первый в России музей. В 1988 году начал показывать неофициальным образом собранную им коллекцию меморабилий. 
В 1989 году возглавил официально открывшийся при поддержке Юлиана Семёнова музей. 
Сотрудничал с отцом Александром Менем, написал некролог и мемуарный очерк памяти священника.
Подготовил и откомментировал первые российские издания книги Бердяева «Самопознание» (1990, издательство ДЭМ; 1991, издательство «Книга»). Являлся научным консультантом полнометражного документального фильма о Бердяеве (1990, Свердловская киностудия; лента осталась незавершённой из-за смерти Александра Меня, выступившего в качестве ведущего). В 1993 году опубликовал первую русскую биографическую книгу о Бердяеве, охватывающую доэмигрантский период, — «Жизнь Бердяева. Россия». По мнению рецензента, именно биографическая точность составляет главное достоинство книги.